# Paul Munzinger
Paul W. Munzinger (* 1. Mai 1951 in Freiburg im Breisgau) ist ein deutscher Unterwasserfotograf, Autor und freier Journalist.

## Leben
Munzinger arbeitete als Architekt und Diplom-Ingenieur, bevor er sein Hobby Sporttauchen zum Beruf machte und Unterwasserfotograf sowie freier Journalist wurde.
Von 1980 bis 1997 war er Eigentümer und Geschäftsführer des Tauchcenters Freiburg, der Tauchschule Freiburg und des Reisebüros Amphibia Tours. Seit 1997 ist er als freier Journalist in den Bereichen Tauchen, Reisen und Unterwasserfotografie für verschiedene nationale und internationale Zeitschriften tätig. Ferner ist er gelegentlich Reiseleiter für diverse Reiseveranstalter.
Munzinger erhielt allein bis 1997 über 60 nationale und internationale Auszeichnungen für seine Unterwasserbilder und zählt u. a. zu den zehn „Top-Fotografen“ laut Spiegel Online. Er arbeitete an mehr als zwei Dutzend Büchern zu den Themen Tauchen sowie Reisen mit. Bis 2015 hatte Munzinger über 12.300 Tauchgänge in seinen Logbüchern und war mit Reportagen in diversen Magazinen vertreten, z. B. in Tauchen, Unterwasser, Atlantis, Geo und National Geographic.
Munzinger betreibt die Produktionsgesellschaft UW-Media-Produktion und u. a. seit 2011 die Website www.100-beste-tauchreviere.de. Seit Anfang 2015 produziert er zusammen mit Frank Schneider das Onlinemagazin divingEurope.
Munzinger setzt sich als Vorstandsmitglied mit der Arbeitsgemeinschaft Limnologie (AGL) Oberrhein e. V. für die Förderung des Umweltschutzes durch Schutz, Erhalt und Revitalisierung von Quell-, Auen- und anderen Gewässern insbesondere im Verband Region Südlicher Oberrhein ein.
Er lebt mit seiner Ehefrau im Freiburger Stadtteil Waltershofen in einem von ihm selbst entworfenen Haus.

## Werke
Eine Auswahl der Publikationen von Munzinger:
- mit Kamillo Weiss: Erfolgreiche Unterwasserfotografie (=  Foto- und Filmtaschenbücher aus dem vwi-Verlag. Bd. 18). vwi-Verlag Knülle, Herrsching am Ammersee 1983, ISBN 3-88369-087-2.
- Tauchreiseführer Karibik. Tauchregionen, Tiere und Pflanzen, Reisetips. Naturbuch-Verlag, Augsburg 1996, ISBN 3-89440-206-7.
- mit Heinz Käsinger: Tauchreviere der Welt. Müller Rüschlikon, Cham 1999–2001.
  - Bonaire. 1999, ISBN 3-275-01319-X.
  - Costa Brava. 2001, ISBN 3-275-01375-0.
  - Elba. 1999, ISBN 3-275-01317-3.
  - Indonesien. 2001, ISBN 3-275-01393-9.
  - Philippinen. 2001, ISBN 3-275-01394-7.
  - Sinai. 1999, ISBN 3-275-01318-1.
  - Südfrankreich. 2001, ISBN 3-275-01381-5.
- mit Heinz Käsinger: Schnorcheln. Spaß im Meer mit Maske, Schnorchel und Flosse. Müller Rüschlikon, Cham 2002, ISBN 3-275-01427-7 (von Agnieszka Magierska ins Polnische übersetzt, Alma-Press, Warschau 2005, ISBN 83-7020-327-2).
- mit Thilo Künneth: Höhlentauchen. Sporttauchen in Höhlen und Grotten. Müller Rüschlikon, Cham 2003, ISBN 3-275-01460-9.
- mit Lutz Odewald: Achtung gefährlich – alles, was im Meer beißt, nesselt brennt und sticht. UW-Media-Produktion, Freiburg im Breisgau 2004, ISBN 3-00-012327-X.
- 100 Tauchplätze. Unterwasserparadiese rund um den Globus. Parragon, Bath 2010, ISBN 978-1-4075-5537-9, 208 S., 24,5 × 30,5 cm (auch übersetzt ins Englische, 100 Diving sites und Spanische, 100 Paraisos Submarinos).